# (471926) Jörmungandr
 (471926) Jörmungandr est un astéroïde Apollon, également aréocroiseur, cythérocroiseur et herméocroiseur, découvert le 28 mai 2013 par l'astronome Jost Jahn.